# Selandriinae

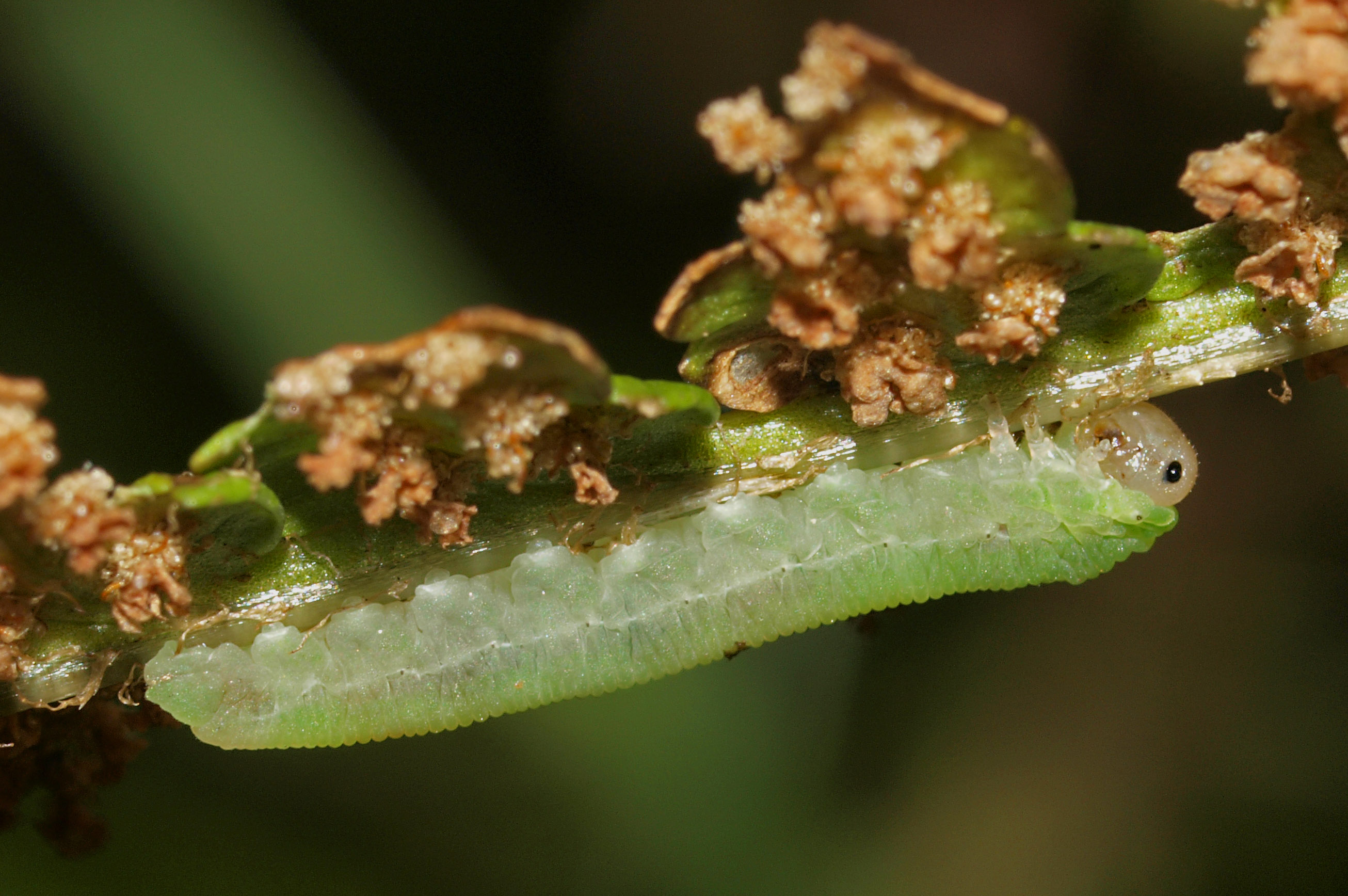
Larve von Aneugmenus coronatus

Die Selandriinae sind eine Unterfamilie in der Familie der Echten Blattwespen (Tenthredinidae). Das Taxon geht auf den schwedischen Entomologen Carl Gustaf Thomson (1824–1899) im Jahr 1871 zurück. Typusgattung ist Selandria Leach, 1817. Die Selandriinae sind in der Neuen Welt sowie in Eurasien und Afrika verbreitet. Sie sind die häufigste und artenreichste Gruppe der Tenthredinidae in den Tropen, insbesondere in Mittelamerika, Südamerika und Südostasien.

## Merkmale
Die Blattwespen der Unterfamilie Selandriinae sind relativ klein und schlank. Die Vorderflügel weisen eine charakteristische Flügeladerung auf. Die Flügelader Rs+M ist nahe dem Schnittpunkt mit der Ader Sc+R gekrümmt. Die Flügeladern M und m-cu sind annähernd parallel. Die Flügelader 2r-m ist vorhanden.

## Lebensweise
Die Larven sind frei beweglich und fressen an den Blättern ihrer Wirtspflanzen. Zu diesen gehören Farne, Sauergrasgewächse und Süßgräser sowie Moose.

## Innere Systematik
Zur Unterfamilie Selandriinae gehören etwa 800 beschriebene Arten in etwa 72 Gattungen. Die Dolerini wurden früher als eine eigene Unterfamilie Dolerinae geführt.
Im Folgenden die Tribus mit einer Auswahl an Gattungen:
- Adelestini Ross, 1937
  - Adelesta Ross, 1937
  - Nipponorhynchus Takeuchi, 1941
- Aneugmenini Takeuchi, 1941
  - Aneugmenus Hartig, 1837
  - Nesoselandria Rohwer, 1910
- Dolerini Thomson, 1871
  - Dolerus Jurine, 1807
- Dulophanini Lacourt, 1998
  - Birka Malaise, 1944
  - Dulophanes Konow, 1907
- Selandriini Thomson, 1871
  - Brachythops Haliday, 1839
  - Selandria Leach, 1817
- Strongylogastrini Ashmead, 1898
  - Liliacina Malaise, 1942
  - Rhoptroceros Konow, 1898
  - Stromboceros Konow, 1885
  - Strongylogaster Dahlbom, 1835
  - Thrinax Konow, 1885

Gattungen ohne Tribuszuordnung:
- Alphastromboceros Kuznetzov-Ugamskij, 1928
- Andeana Malaise, 1942
- Belea Malaise, 1942
- Brulleana Malaise, 1954
- Proselandria Rohwer, 1912
- Pseudohemitaxonus Conde, 1932
- Pseudostromboceros Takeuchi, 1941
- Rocalia Takeuchi, 1952
- Stromboceridea Rohwer, 1911